# Brahman (divinidad impersonal hinduista)

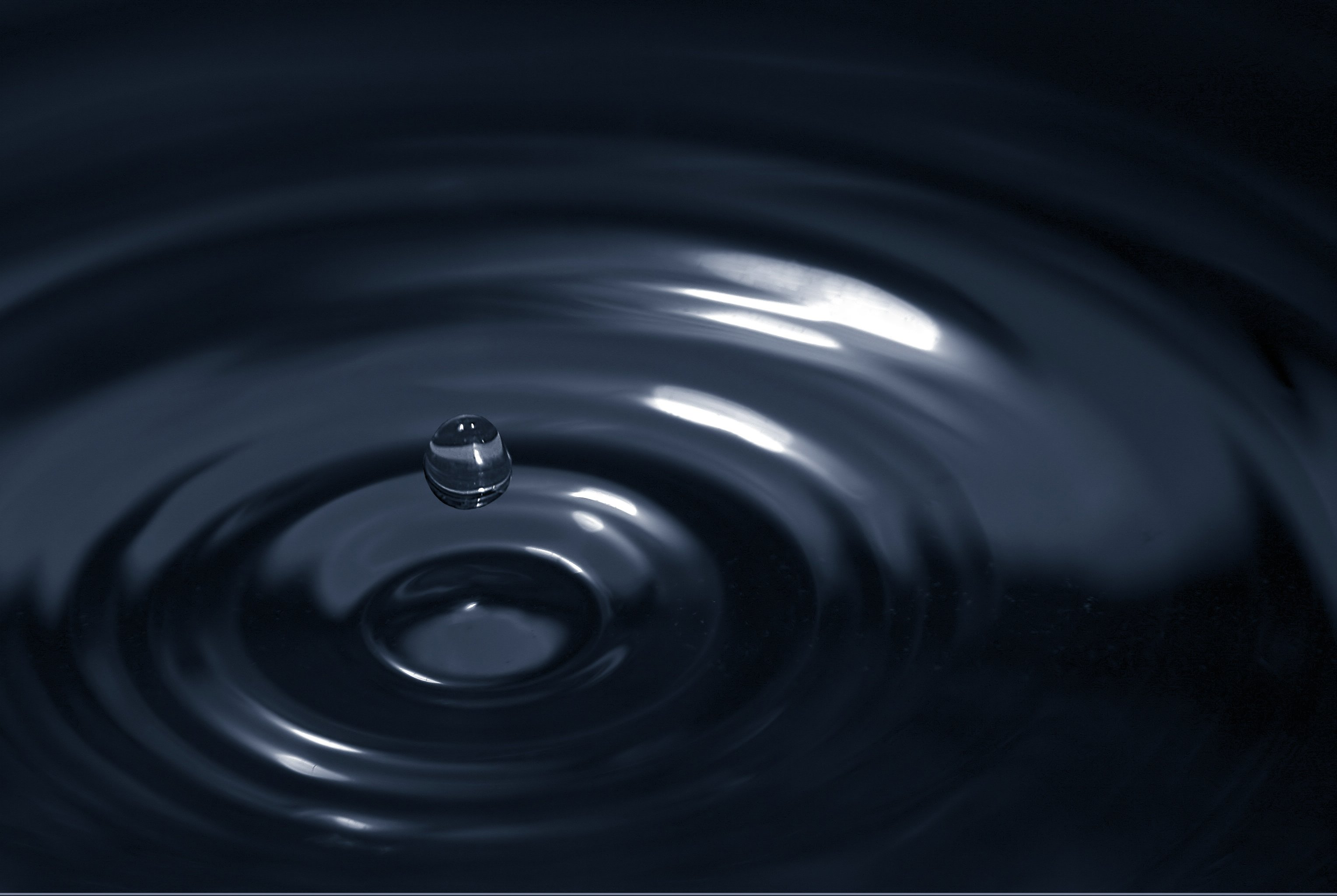
El impacto en el agua es una analogía del alma en el Brahman.

En el hinduismo, Brahman (del sánscrito: ब्रह्मन् [bráhman] ‘expansión, brote’) connota el Principio Universal supremo, la Realidad última superior en el existencia, lo absoluto dentro de la cosmología hinduista. En las escuelas principales de filosofía hindú, es la plenitud y la causa material, eficiente, y final de todo aquello que existe (Monismo). Es la bendición y verdad eterna, infinita, asexual y penetrante que no cambia, y que es, sin embargo, la causa de todo cambio. Brahman, como concepto metafísico, es la singular unidad en todo aquello que existe en el universo y más allá; siendo la base ontológica de todo lo existente.
Por su naturaleza última, (al igual que con los conceptos del Tao, o Shuniata) no puede ser descrito en su plenitud. Los Upanishads usan la negación (Neti neti) para señalar que Brahman no puede ser definido por atributos finitos. Por ejemplo:  

«Aquel que es el más allá del cual nada existe;  aquel a quien el aliento no alcanza,  aquel que ni siquiera el pensamiento puede abarcar...  
No es así, no es así.  
Es inaprehensible, pues no puede ser aprehendido; indestructible, pues no puede ser destruido; no se le puede atar, no tiembla, no sufre»
Brihadaranyaka Upanishad (III.9.26)

«Aquello que el ojo no puede ver, pero por lo cual el ojo ve... eso es Brahman»
Kena Upanishad  (I.5-7)

.
Los sabios hindúes admiten que incluso las palabras más elevadas (como "verdad" o "conciencia") son insuficientes para lograr describir la plenitud:  

«Las palabras retroceden, junto con la mente, sin alcanzarlo»
Taittiriya Upanishad (II.9.1)

.  
Para comprenderlo, en el hinduismo se enfatiza que solo mediante la experiencia directa (a través de la meditación, y la realización del Atman, el ser individual como parte de Brahman)  puede "conocer" lo incognoscible (a Brahman). Así, toda descripción de Brahman estará incompleta en su definición; y solo puede ser descrito o explicado parcialmente. Al tratar de describirlo se puede decir que:
Brahman es una palabra sánscrito védico, y se conceptualiza en el hinduismo, afirma Paul Deussen, como el "principio creador que yace realizado en el mundo entero".  Brahman es un concepto clave que se encuentra en los Vedas, y se discute ampliamente en los primeros Upanishads. Los Vedas conceptualizan Brahman como el Principio Cósmico. En los Upanishads, ha sido descrito de diversas maneras como Sat-cit-ānanda (verdad-conciencia-bienaventuranza) y como la realidad inmutable, permanente y más elevada. 
Brahman es discutido en textos hindúes como concepto de atman/alma o espíritu (de uno mismo o universal), como la representación más elevada del paramatma; existiendo en la doctrina Vedanta dos visiones o posturas principales respecto a su esencia:
- Dualista: en las escuelas dualistas del hinduismo, como la Dvaita vedanta, Brahman es distinto del Atman individual presente en cada ser vivo.[5];[17][18]
- No dualista: en las escuelas no dualistas, como la Advaita vedanta, Brahman es descrito como omnipresente e idéntico a cada Atman individual existente, al estar presente dentro de cada ser.[6][19][20]

Según el Taitiríia-upanishad, el primero en nombrar a esta divinidad invisible e impensable fue el sabio Majá, aunque le aplicó su propio nombre (majá significa ‘grande’). En ocasiones se han hecho representaciones del mantra Om como expresión del propio Brahman; a esta expresión de Brahman se le denomina el Shabda Brahman (el Brahman como sonido), y se cree que es el sonido primordial (Pranava) del universo. Así, dentro de la escuela de filosofía Vedanta, algunos afirman que el mantra Om es la expresión directa más próxima a Brahman, pero también otros consideran que hay que recordar igualmente que el Brahman —en tanto absoluto— está más allá de Om, ya que es transcendente a toda forma, a toda figuración, a toda delimitación y a toda explicación. 
El concepto de Brahman igualmente se usó para denotar un estado superior último de realización. Por ello Brahman se define como el estado impecable de equilibrio, y en este contexto se describe que el ser que está en un estado de ecuanimidad y equilibrio a través del desapego está en Brahman en virtud de ello.
De acuerdo a la tradición Advaita, todo lo manifestado proviene de lo no manifiesto (del estado de Avyakta); siendo este estado la manifestación más sutil del Avyakta Brahman (el Brahman no manifestado'), que precede a todas las formas y manifestaciones en el universo, y que contiene el potencial para toda la creación y la existencia. Siendo un estado potencial que se encuentra antes de la creación del universo o del cosmos y se considera como la esencia o el origen de todo lo que existe y la fuente de la cual emerge toda la creación y que, en última instancia, es el estado en el que todo regresa después de la disolución del proceso ciclico de creación y destrucción del universo.
Así, aunque en el hinduismo existen muchos devas (‘dioses’) y sus Sakti, en la realidad última, todas son consideradas, tan solo como una mínima manifestación del único y absoluto Brahman que conforma a nuestro universo y a todos los universos existentes, que han existido y por existir. Así, cada una de estas divinidades hinduistas se consideran un reflejo parcial del Saguna Brahman (el Brahman con cualidades); como opuesto al Nirguna Brahman (el Brahman sin cualidades que lo califique o lo describa, al estar más allá de todo).
El Brahman es igualmente descrito cómo la deidad primordial o esencia divina que se transforma a sí mismo en el mundo (en lo existente) a través de su «mágico poder creativo», expresado en el concepto de lila; y que a su vez  está relacionado con el significado o concepto original que se le da a maia en el Rig-veda.
En la mitología hinduista el primer ser creado por el Brahman es la personificación del dios creador Brahma, mientras que en otras tradiciones fue Vishnú (Mahavisnú) o Shiva el creador u origen de Brahma; así, según los visnuistas o los  shivaístas, el Brahman sería la expresión de la refulgencia brahma-yioti (‘divino brillo’) que emana del cuerpo de las formas de Vishnu o Shiva respectivamente. Igualmente otras deidades como Dattatreya, o Sakti (como la diosa) se les pueden considerar como una representación "equivalente" al absoluto Brahman con cualidades, al ser Dattatreya la representación de la Trimurti como un todo, y Sanki la representación de todas las devís.
Tanto al Absoluto Brahman como a Visnú o Shiva se les suele también llamar Paramatma, cuando se les identifica como el "Yo primordial" o el "Yo más allá" que es espiritualmente idéntico a la realidad absoluta y última. Igualmente los conceptos de Púrusha y Prakriti solo al estar juntos y en conjunción como un solo concepto, se les puede considerar "equivalente" y más cercano al concepto del absoluto Brahman. A partir de ello, también se puede considerar que el concepto del Absoluto Brahman, representa, contiene y a su vez de él emana el Paramatma (el Atman primordial); el cual a su vez; representa y contiene a Purusha (como la representación de la conciencia primordial) y a Prakriti (cómo la representación de la energía).
A la doctrina y filosofía panenteista hindú específicamente dedicada al Brahman (representado como una unidad absoluta e indivisible) se la llama vedanta advaita; sin embargo debido a su alto grado de abstracción el concepto de Brahmán nunca fue popular en la India como un concepto o Deidad devocional. 
Para el occidente, el Brahman absoluto reflejado como la expresión o representación de la Deidad suprema, sería el "equivalente" más cercano al concepto de Dios en el hinduismo.

## Etimología y términos relacionados
Sánscrito (ब्रह्मन्) Brahmán (un tallo n, nominativo bráhma, de una raíz bṛh- "hincharse, expandirse, crecer, agrandar") es un sustantivo neutro que debe distinguirse del masculino brahmán -que denota una persona asociada con Brahman, y de Brahmā, el Dios creador en la Trinidad hindú, la Trimurti. Brahman es, pues, un concepto neutro en cuanto al género que implica una mayor impersonalidad que las concepciones masculinas o femeninas de la deidad. A Brahman se le denomina el ser supremo. Puligandla lo declara como "la realidad inmutable en medio y mas alla del mundo", mientras que Sinar declara que Brahman es un concepto que "no puede ser definido exactamente"..
En sánscrito védico:
- Brahma (ब्रह्म) (nominativo singular), brahman (ब्रह्मन्) (tallo) (neutro[24] género gramatical) de la raíz bṛh-, significa "ser o hacer firme, fuerte, sólido, expandir, promover".[25]
- Brahmana (ब्रह्मन) (nominativo singular, nunca plural), de las raíces brha' (hacer firme, fuerte, expandir) + sánscrito -man- que denota alguna forma manifiesta de "poder definido, firmeza inherente, principio sustentador o fundamental". [25]

En uso sánscrito posterior:
- Brahma (ब्रह्म) (nominativo singular), brahman (ब्रह्मन्) (raíz) (género neutro) significa el concepto de la realidad última trascendente e inmanente, Espíritu Cósmico Supremo en el hinduismo. El concepto es fundamental para la filosofía hindú, especialmente Vedanta; esto se discute a continuación.
- Brahmā (ब्रह्मा) (nominativo singular), Brahman (ब्रह्मन्) (raíz) (género masculino ), significa la deidad o deva. Prajāpati Brahmā. Es uno de los miembros de la trinidad hindú y está asociado a la creación, pero no tiene culto en la India actual. Esto se debe a que Brahmā, el dios creador, es longevo pero no eterno, es decir, Brahmā es absorbido de nuevo en Purusha al final de un eón, y nace de nuevo al comienzo de un nuevo kalpa.

Estos son distintos de:
- Un brāhmaṇa (ब्राह्मण) (masculino, pronunciado ˈbɽaːɦmɐɳɐ), (que literalmente significa "perteneciente a la oración") es un comentario en prosa sobre los Mantras védicos-una parte integral de la literatura védica.
- Un brāhmaṇa (ब्राह्मण) (masculino, misma pronunciación que arriba), significa sacerdote; en este uso la palabra es usualmente traducida al inglés como "Brahmin". Este uso también se encuentra en el Atharva Veda. En plural neutro, Brahmāṇi. Véase Sacerdote védico.
- Ishvara, (lit., Señor Supremo), en Advaita, se identifica como una manifestación mundana parcial (con atributos limitados) de la realidad última, el Brahman sin atributos. En Visishtadvaita y Dvaita, sin embargo, Ishvara (el Supremo Controlador) tiene infinitos atributos y es la fuente del impersonal Brahman.
- Devas'], las expansiones de Brahman/Dios en diversas formas, cada una con una cualidad determinada. En la religión védica, había 33 devas, que más tarde se exageraron hasta 330 millones de devas. De hecho, los devas son en sí mismos considerados como manifestaciones más mundanas del Uno y Supremo Brahman (Ver Para Brahman). La palabra sánscrita para "diez millones" también significa grupo, y 330 millones de devas significaban originalmente 33 tipos de manifestaciones divinas.

## Otro significado
En el Rig Vedá (I milenio a. C.), brahman alude a la palabra ritual, con varios significados:
- himno,
- fórmula mágica,
- palabra creadora,
- plegaria,
- saber sacro.

## Brahman en otras religiones

### Budismo
Dentro del budismo, si bien, mientras que en las escrituras budistas el término Gran Brahma se refiere al semidiós no eterno, y la doctrina budista se enfoca en el concepto de Anātman (la no insustancialidad, el No-yo, y la ausencia o insustancialidad de un alma), y en el concepto de Shuniata (vacío); el concepto "equivalente"  y más cercano a la descripción abstracta del Brahman sin cualidades, se "aplica" en cierto modo para hacer referencia a la etapa espiritual más alta que cualquier ser puede llegar a alcanzar, más que a la descripción propiamente tal de un alma universal o la unión con esta.
Por ejemplo, al noble camino óctuple de Buda no solo se llama asta-anga marga (camino óctuple) y dharmaiana (sendero de la religión dharma) sino también como brahmaiana (el sendero del Brahman). Como dice el Samiutta-nikaia, 5.5-6, «este Ariyan óctuple camino puede ser nombrado como brahmayana o dhammayana».
Igualmente el dharma de Buda se equipara con el Brahman cuando «se ha convertido en dharma, se ha convertido en Brahman». De forma similar, en el jainismo, el Jain Tirthankar Ajita es descrito como "Brahma-nistha" (absorto en sí mismo).
Así dentro del budismo, el concepto "más cercano" al de absoluto Bráhman sin cualidades (Nirguna Brahman) estaría en la conjunción de los conceptos budistas de Anatta y Shuniata, y a su alcance a través de la iluminación; ya que, si bien no es doctrinalmente aplicado de esta forma en el Budismo, si se entiende que la no dualidad absoluta trasciende toda dicotomía conceptual (que va más allá de los conceptos para describirla), por lo que se puede postular que "el vacio de shuniata seria igual al todo (como el Brahman sin cualidades)" y viceversa como expresión de la Realidad última no dual propiamente tal, si se considera al Todo como la expresión de un Vacio con potencial (similar al concepto de vacío cuántico en la física); ya que el concepto de vacío budista dentro de la descripción de la realidad en el budismo no es la "nada" nihilista, sino la ausencia de la existencia inherente.

### Taoísmo
En el Taoísmo, el concepto abstracto del Absoluto Brahman, así como también a las enseñanzas (vías o caminos) que llevan a la unión con él, presentaría una "equivalencia" con el concepto del Tao; que en el Taoísmo se define como la representación abstracta de lo primordial y el aspecto fundamental del universo y del hombre, así como a su vez a la doctrina, vía o camino a seguir para estar en conjunción con el Tao.

## Confusión entre Brahman y Brahmán
Conviene distinguir la divinidad Brahman (con mayúscula) del brahmán o sacerdote, quien —dentro del sistema hinduista de castas— es el superior de los cuatro grupos sociales.
A veces también el Brahmán suele ser confundido con el dios creador Brahmā debido a errores en la pronunciación del nombre y a la similitud en la escritura.[cita requerida]